# Horácio Marçal
Horácio António de Almeida Marçal (Viana do Castelo, 19 novembro de 1905(*) – Porto, 27 de janeiro de 1988) foi comerciante e divulgador da história e cultura regional do Grande Porto.
Iniciou a sua atividade literária em 1928 no quinzenário académico Alma Lusa, tendo publicado centenas de artigos em diversas publicações periódicas, de que se destacam a revista O Tripeiro (1949-1972), o Boletim dos Amigos do Porto (1951-1985), o Boletim Cultural da Câmara Municipal de Vila do Conde, o Boletim da Biblioteca Municipal de Matosinhos (1957-1983) e a Colecção Documentos e Memórias para a História do Porto.
Na base de dados da Biblioteca Nacional de Lisboa, constam 51 títulos da autoria de Horácio Marçal, todos relacionados com a região do Grande Porto , distribuídos pelos seguintes concelhos: Matosinhos (26), Porto (14), Vila do Conde (7), Maia (2), Póvoa de Varzim (1) e Vila Nova de Gaia (1) .
Um dos estudos mais relevantes de Horácio Marçal foi sobre a freguesia de Paranhos, intitulado "São Veríssimo de Paranhos (subsídios para a sua monografia)", este trabalho, pela sua profundidade analítica e pela variedade dos assuntos tratados, merece a designação de monografia . De facto, foi grande o interesse que Marçal votou às coisas desta freguesia que, até 1837, esteve ligada à antiga Terra da Maia e só no ano seguinte foi incorporada na cidade do Porto, ainda como freguesia periférica. É assinalável o rigor depositado na descrição dos aspectos geográficos que envolveu referências à superfície da freguesia, aos seus limites, clima, constituição geológica e demarcação orográfica. Até à última metade do século XIX era um dos "formosos arrabaldes da cidade do Porto", mas que, salientou Marçal, "agora está modificado devido ao elevadíssimo número de prédios que se tem construído". Isto em 1950... .
Foi homenageado com a atribuição de ruas com o seu nome nos concelhos do Porto (Paranhos), Matosinhos (Senhora da Hora) e Póvoa de Varzim. 
(*) Registo oficial de nascimento - 4 fevereiro 1906